# Joachim Masannek
Joachim Masannek est un auteur de livres pour enfants. Il est né le 1er septembre 1960 à Bockum-Hövel. Il a eu du succès avec ses livres Die Wilden Fußballkerle.

## Vie
Après ses études d’allemand et de philosophie, Masannek était à la Hochschule für Fernsehen und Film München. En mars 2002, il a publié son premier livre Die Wilden Kerle. Après, il a écrit encore 13 autres livres de cette série de livres et d’autres livres, par exemple Honky Tonk Pirates et Wildernacht.
Masannek est le réalisateur des 5 films Die Wilden Kerle. Il est le père des acteurs Marlon Wessel et Leon Wessel-Masanek.